# Герасимовское сельское поселение (Болховский район)
Герасимовское сельское поселение  — муниципальное образование в Болховском районе Орловской области России.
Создано в 2004 году в границах одноимённого сельсовета.
Административный центр — деревня Близненские Дворы.

## География
Расположено на самом севере района, на стыке границ Орловской, Калужской и Тульской областей.

## Население
| 2010 | 2012 | 2013 | 2014 | 2015 | 2016 | 2017 |
| ---- | ---- | ---- | ---- | ---- | ---- | ---- |
| 180  | ↘169 | ↘168 | ↘158 | ↘153 | ↘148 | ↘134 |
| 2018 | 2019 | 2020 | 2021 | 2023 |      |      |
| ↘133 | ↘131 | ↘122 | ↗127 | ↗129 |      |      |

## Населённые пункты
В сельское поселение входят 12 населённых пунктов:
| №  | Населённый пункт  | Тип     | Население (чел.) |
| -- | ----------------- | ------- | ---------------- |
| 1  | Антипова          | деревня | 1                |
| 2  | Архипова          | деревня | 28               |
| 3  | Близна            | деревня | 9                |
| 4  | Близненские Дворы | деревня | ↗34              |
| 5  | Выгоновский       | посёлок | 0                |
| 6  | Герасимова        | деревня | 67               |
| 7  | Меркулова         | деревня | 5                |
| 8  | Пробуждение       | посёлок | 10               |
| 9  | Сиголаева         | деревня | 1                |
| 10 | Уланова           | деревня | 13               |
| 11 | Чекряк            | посёлок | 4                |
| 12 | Шпилева           | деревня | 6                |